# Laurent Kopriwa
Laurent Kopriwa (14 december 1983) is een Luxemburgse voetbalscheidsrechter. Hij is in dienst van FIFA en UEFA sinds 2012.
Op 9 juli 2013 debuteerde Kopriwa in Europees verband tijdens een wedstrijd tussen SP Tre Penne en Sjirak Gjoemri in de voorronde van de UEFA Champions League. De wedstrijd eindigde op 1–0 en Kopriwa gaf elf spelers één gele kaart en één speler een rode kaart.
Zijn eerste interland floot hij op 15 augustus 2012, toen IJsland met 2–0 won van Faeröer door twee doelpunten van Kolbeinn Sigþórsson .

## Interlands
| Datum            | Plaats                        | Wedstrijd                     | Uitslag | Competitie           | Kreeg geel | Kreeg voor de tweede keer geel en dus rood | Weggestuurd |
| ---------------- | ----------------------------- | ----------------------------- | ------- | -------------------- | ---------- | ------------------------------------------ | ----------- |
| 15 augustus 2012 | Reykjavik, IJsland            | IJsland – Faeröer             | 2 – 0   | Vriendschappelijk    | 4          | 0                                          | 0           |
| 21 mei 2014      | Vaduz, Liechtenstein          | Liechtenstein – Wit-Rusland   | 1 – 5   | Vriendschappelijk    | 6          | 0                                          | 0           |
| 2 juni 2017      | Belfast, Noord-Ierland        | Noord-Ierland – Nieuw-Zeeland | 1 – 0   | Vriendschappelijk    | 1          | 0                                          | 0           |
| 9 oktober 2017   | Strumica, Macedonië           | Macedonië – Liechtenstein     | 4 – 0   | Kwalificatie WK 2018 | 4          | 0                                          | 0           |
| 11 november 2017 | Saint-Leu-la-Forêt, Frankrijk | Comoren – Madagaskar          | 1 – 1   | Vriendschappelijk    | 6          | 0                                          | 0           |